# Avión
Avión és un municipi de la província d'Ourense a Galícia. Pertany a la Comarca do Ribeiro.
| 4.923 | 5.186 | 5.450 | 4.120 | 2.804 |
| Fonts: INE i IGE (Els criteris de registre censal variaren i les dades de l'INE i de l'IGE poden no coincidir.) |       |       |       |       |

## Parròquies
- Abelenda (Santa Mariña)
- Amiudal (Santiago)
- Avión (Santos Xusto e Pastor)
- Baíste (Santa María)
- Barroso (Santa Baia)
- Córcores (Santa Mariña)
- Cortegazas (Santo Antonio)
- Couso (Santa María)
- Nieva (Santa María)